# GravityLight

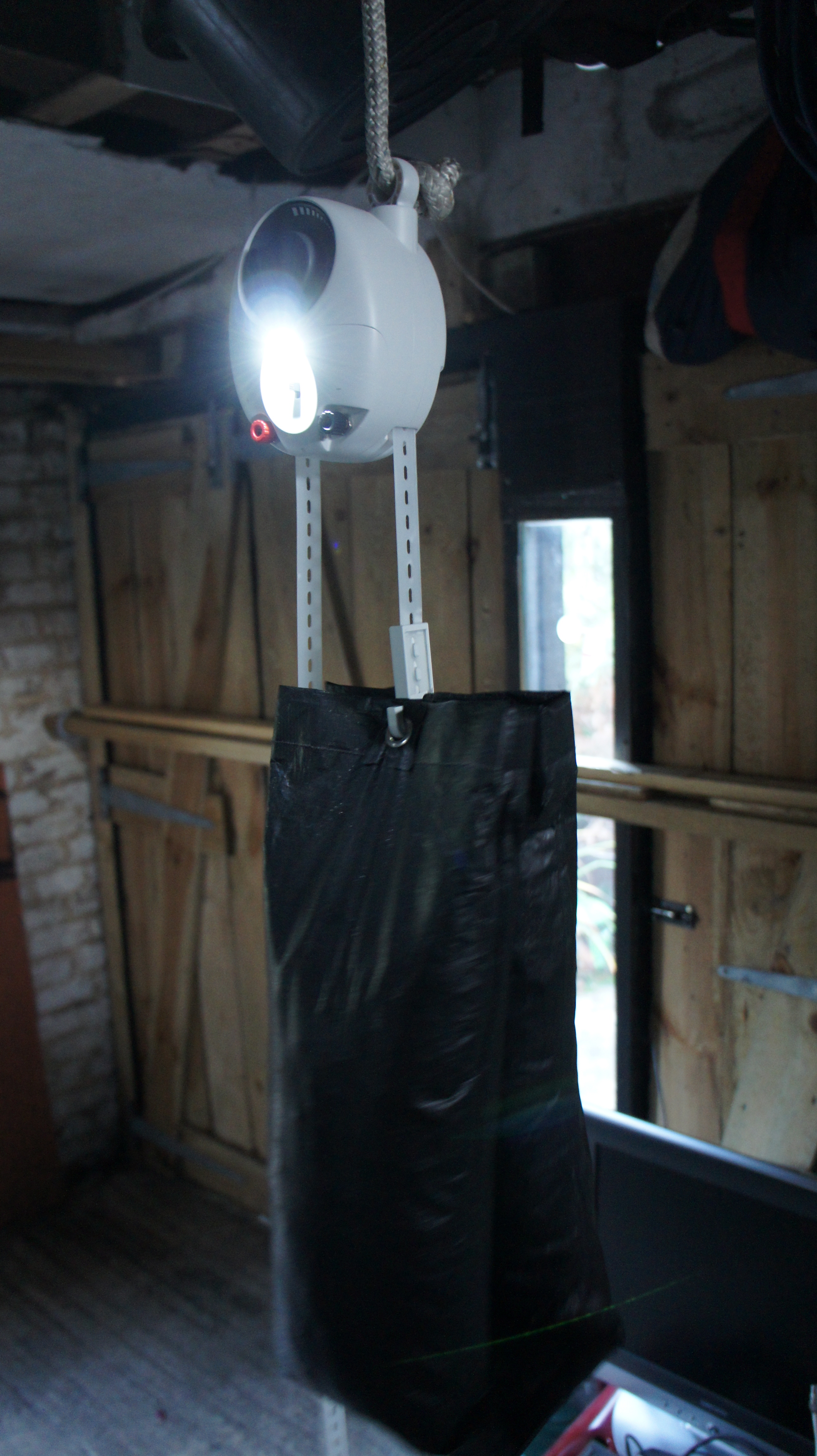
GravityLight

Gravitylight est une lampe à LED destinée aux pays en développement, rechargeable manuellement en quelques secondes pour une demi-heure d'éclairage environ : il faut remonter un sac lesté (de pierres, sable ou terre...) qui actionne une dynamo en descendant sous l'effet de la gravité. Cette lampe ne contient pas de batterie. 
Cette lampe qui peut également servir de petit générateur électrique pour de petits appareils, permettant d'être indépendant en énergie, et notamment de se débarrasser de l'essence, du fioul ou du kérosène couteux, polluants et dangereux car source de fumées et vapeurs toxiques et de risque d'incendie.
Ce projet a bénéficié d'une campagne réussie sur le site de financement participatif Indiegogo, avec plus de 113 000 dollars (103 000 €) récoltés en 10 jours pour un objectif espéré de 55 000 dollars.

## Caractéristiques
Le premier modèle (GL01) délivre une puissance de 0,05  à   0,10 watt pour une charge de 12,5 kg descendant à la vitesse de 1 mm/sec et est équipé d'une lampe à LED dont l'intensité lumineuse est de 13,8 cd à sa puissance maximum de 124 mW  LIEN KO  .
Le deuxième modèle en développement (GL02) aura une meilleure efficacité énergétique (x 2).
La première version à un rendement de 35% d'après des mesures réalisées directement sur le système.
La référence de la génératrice CC utilisée est RF-500TB 